# Poczwarówka zmienna
Poczwarówka zmienna (Vertigo genesii) – gatunek lądowego ślimaka płucodysznego z rodziny poczwarówkowatych (Vertiginidae). Jest gatunkiem borealno-alpejskim, jednym z pierwszych gatunków zwierząt zasiedlającym tereny z których ustąpił lądolód po zakończeniu zlodowacenia plejstoceńskiego.

## Budowa

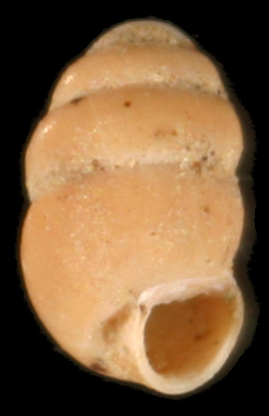
Muszla poczwarówki zmiennej

Muszla jest prawoskrętna, zbudowana z czterech i pół wypukłych skrętów z głębokimi szwami. Osiąga wysokość 2 mm i szerokość 1,2 mm. W kształcie owalna, z zaokrąglonym szczytem i płytkim dołkiem osiowym. Otwór muszli w kształcie półokrągły, najczęściej bez zębów. Powierzchnia muszli jest prawie gładka, barwy czerwonobrązowej.

## Biologia i ekologia
Dojrzałe osobniki posiadają męskie i żeńskie gonady, choć część osobników nie może funkcjonować jako samiec. Przystępują do rozrodu na początku sezonu wegetacyjnego. Z zapłodnionych jaj wykluwają się młode, które w niecały miesiąc osiągają dojrzałość płciową i mogą się rozmnażać. Poczwarówka zmienna jest aktywna przy ciepłej i wilgotnej pogodzie, żeruje wtedy na martwych i żywych roślinach do wysokości 5 cm nad ziemią. Po zakończeniu sezonu wegetacyjnego schodzi na grunt, gdzie zimuje hibernując wśród szczątków roślinnych. Gatunek ten żywi się prawdopodobnie glonami, grzybami i bakteriami rozwijającymi się w ściółce.
Zasiedla niską roślinność terenów otwartych; alkalicznych bagien i torfowisk.

## Występowanie
Gatunek borealno-alpejski o zasięgu ograniczonym do niewielkich izolowanych areałów. Po ustąpieniu lądolodu, w bezleśnych wilgotnych siedliskach, poczwarówka zmienna była pospolitym gatunkiem. Zmiany klimatu i rozwój lasów doprowadziły do izolacji gatunku na rozproszonych stanowiskach. Występuje w górach Skandynawii i środkowej części tego półwyspu, południowej Szwecji, Finlandii i w Alpach, izolowany areał w Wielkiej Brytanii. Pojedyncze stanowiska na Łotwie i w Polsce. W Polsce, jedyne współczesne stanowisko, opisano z Puszczy Białowieskiej.

## Zagrożenia i ochrona
Głównym zagrożeniem dla gatunku jest osuszanie siedlisk oraz ich zarastanie i zacienianie. Międzynarodowa Unia Ochrony Przyrody w swojej Czerwonej księdze gatunków zagrożonych umieszcza poczwarówkę zmienną ze statusem LC – najmniejszej troski. Gatunek wymieniony jest również w załączniku II dyrektywy siedliskowej. W Polsce objęta jest częściową ochroną gatunkową.